# Karaktär
Karaktär betecknar kännetecknen, egenskaperna eller läggningen med mera hos ett ting (person, sak, plats eller situation med mera), det säga sådant som karakteriserar.

## Etymologi
Ordets etymologi härleds till klassisk grekiska: χαϱακτήϱ, kharaktḗr, ”karvare, den eller det som karvar eller graverar”, ett ord som sedermera lånades in i latinet. Till svenskan kom ordet troligen som ett inlån från franskan. Det började dyka upp i svensk skrift under andra halvan av 1600-talet och användes redan då i betydelserna "skrivtecken", "karttecken", "kännetecken" och egenskaper som utmärker en person eller sak.

## Anglicism
På grund av likheten med engelskans "character", har ordet under 2000-talet oegentligt börjat användas i svenskan som en synonym till "rollfigur", "litterär figur" (till exempel romanfigur), "seriefigur" eller "spelfigur". De betydelserna kan ordet "character" ha i engelska språket, men en sådan användning betraktas av Språkrådet i Sverige och TT-språket som en icke önskvärd anglicism.